# Als die Tiere den Wald verließen (Fernsehserie)
Als die Tiere den Wald verließen (in der ersten Staffel Als die Tiere den Wald verliessen) ist eine europäische Zeichentrickserie, die auf der Buchreihe The Animals of Farthing Wood von Colin Dann basiert. Sie handelt von der Zerstörung natürlichen Lebensraums durch den Menschen und der daraus folgenden Flucht der Tiere.

## Handlung
Der Thalerwald wird von den Menschen und ihren Maschinen zerstört. Die in diesem Wald lebenden Tiere machen sich daraufhin auf eine lange Reise, um eine neue, passende Heimat zu finden. Sie schwören einen Eid, der besagt, dass sich die Tiere während der Reise helfen werden und keiner den anderen fressen wird. Der Eid stammt vom Vater des Dachses und nennt sich „Eid zum gegenseitigen Schutz“: Rechte Pfote heben, „Ich (der Name des Tieres) schwöre hiermit feierlich, keinen von uns aufzufressen, während wir unterwegs sind zu diesem Ort der Kröte, er ist der Führer der Reise“. Der Fuchs wird Anführer der Reise. Der Eid bleibt bis zum Ende bestehen (mit Ausnahme einer kurzen Anfangszeit im Weißhirschpark) und zieht sich bis zum Ende der 3. und letzten Staffel als roter Faden durch die Serie.
Die Tiere (unter anderem Rotfuchs, Kröte, Wiesel, Dachs, Maulwurf, Kreuzotter, Kaninchen, Feldmäuse, Wühlmäuse, Spitzmäuse, Eichhörnchen, Eule und Turmfalke) finden am Ende der ersten Staffel zum Weißhirschpark, der in den weiteren Staffeln ihre Heimat ist. Jedoch schaffen nicht alle Tiere den langen und gefährlichen Weg dorthin, manchen wird er zum Verhängnis, u. a. den Igeln, welchen es nicht gelingt, eine Autobahn zu überqueren, oder den Fasanen, die den Aufenthalt auf einem Bauernhof nicht überleben. Ob die Wassermolche ein Feuer überlebt haben, bleibt fraglich.
Die zweite Staffel handelt eher vom familiären Leben der Tiere, so werden hier die ersten Fuchskinder (Träumerin, Anmut, Freundlich und Keck) geboren und einige Streitigkeiten zwischen den bereits im Park lebenden Tieren und den neu hinzugekommenen entstehen. Schließlich wird der Park geteilt, sodass auf der einen Seite die Thalerwald-Tiere leben, geschützt durch den Eid. Dieser wird nur durch den Turmfalken gebrochen, der eine Feldmaus tötet. Höhepunkt ist der Konflikt zwischen den Blaufüchsen und den Rotfüchsen, hierbei geraten „Fuchs“ und „Narbengesicht“ mehrmals heftig aneinander. Am Ende der Staffel wird Narbengesicht jedoch von der Kreuzotter umgebracht und zwischen den Blaufüchsen und den Rotfüchsen herrscht durch ein Bündnis zweier Füchse (der Rotfüchsin Anmut und des Blaufuchses Streuner (Sohn von Narbengesicht)) Frieden. Als Besonderheit ist hier zu sehen, dass ein Perspektivwechsel stattfindet. Der Sohn Keck, der im Streit mit seinem Vater den Park verlässt, beschließt, nie wieder zum Park zurückzukehren. Aus seiner Perspektive wird immer wieder geschildert, so rettet er eine Dächsin vor einem Tellereisen, wird dabei aber selbst am Auge verletzt. Angeschlagen trifft er eine Dohle, einen Bernhardiner (Rollo) und später seine Gefährtin Windspiel, die Nachwuchs von ihm erwartet. Diesen Nachwuchs will Windspiel im Park aufziehen. Vor dem Park jedoch stirbt Keck, der noch einmal von Vater- und Mutterfuchs besucht wird.
In der dritten Staffel sind die Rudel der Blaufüchse verschwunden, dafür drohen andere Probleme für die Tiere. Ratten versuchen, unter Führung des Rattenchefs Bulli, den Weißhirschpark einzunehmen, einige Tiere werden von Menschen eingefangen und fortgebracht und der Fluss wird vergiftet, wodurch der große weiße Hirsch stirbt und Rek neuer Anführer wird. Am Ende gelingt es den Tieren jedoch, die Ratten zu vertreiben. Außerdem finden sie heraus, dass viele Tiere in einen sicheren nahen Park übergesiedelt wurden, da die Kapazität des Weißhirschparks erschöpft ist. Rek wird durch den friedvollen weißen Hirsch Lustig abgelöst. In der letzten Folge erscheint die Eule mit ihrem neuen Gefährten und berichtet über die letzten Reste des Thalerwalds. Nach der Schlacht gegen die Ratten ernennt der Fuchs Placker (Enkel des Fuchses und Sohn von Keck) zum neuen Anführer, weil er durch ihn eine direkte Bindung zum Eid hat. Der Fuchs tritt mit Rek, dessen Park nun mit dem Weißhirschpark zusammengefügt wurde, in die untergehende Sonne, dies kann als Zeichen seines nahen Todes gedeutet werden.

## Entstehung und Produktion
Die Serie entstand im Auftrag der EBU als Koproduktion von Rundfunkanstalten aus 16 Ländern unter Federführung des WDR (Deutschland) und der BBC (Großbritannien). Die Serie besteht aus drei Staffeln mit je 13 Folgen, die von 1992 bis 1995 von den Trickfilmstudios Telemagination (London) und La Fabrique (Montpellier) produziert wurden.

## Beteiligte Rundfunkanstalten
| Land           | Rundfunk- anstalt(en) | dortiger Titel der Serie                                                                 |
| Belgien        | BRTN RTBF             | Beestenbos is boos (niederl.) Les Animaux du Bois de Quat'sous (franz.)                  |
| Dänemark       | DR                    | Dyrene fra Lilleskoven                                                                   |
| Deutschland    | ARD/WDR               | Als die Tiere den Wald verließen                                                         |
| Finnland       | YLE                   | Kaukametsän pakolaiset (finn.) De vilda djurens flykt (schwed.)                          |
| Frankreich     | OFRT A2F FR3          | Les Animaux du Bois de Quat'sous                                                         |
| Großbritannien | BBC                   | The Animals of Farthing Wood                                                             |
| Irland         | RTÉ                   | The Animals of Farthing Wood (engl.) Cairde na Coile (irisch)                            |
| Italien        | RAI                   | Le avventure del bosco piccolo (1. Staffel) Volpe, Tasso e compagnia (2. und 3. Staffel) |
| Kroatien       | HRTV                  | Pustolovine šumske družine                                                               |
| Niederlande    | NOS                   | Beestenbos is boos                                                                       |
| Norwegen       | NRK                   | Flukta frå Dyreskogen                                                                    |
| Österreich     | ORF                   | Als die Tiere den Wald verließen                                                         |
| Schweden       | SVT                   | De vilda djurens flykt                                                                   |
| Schweiz        | SRG TSI SSR           | De Fuchs, de Dachs und iri Fründ bzw. D Tier vom grosse Wald                             |
| Spanien        | TVE                   | Los animales del bosque                                                                  |
| Türkei         | TRT                   | Gürültülü orman hayvanları                                                               |

## Synchronisation
Während in der englischen Originalfassung ein Synchronsprecher mehrere Charaktere sprach, wurden in Deutschland zum größten Teil ein einzelner Synchronsprecher pro Charakter festgelegt. Ausnahmen bilden Benno Hoffmann, Walter von Hauff, Tommi Piper, Oliver Stritzel und Karin Kernke.

Die deutsche Synchronisation entstand bei der Plaza Synchron. Dialoge und Dialogregie übernahm Hans-Peter Kaufmann.
| Charakter                          | Deutscher Synchronsprecher                            | Englischer Synchronsprecher |
| ---------------------------------- | ----------------------------------------------------- | --------------------------- |
| Fuchs                              | Stephan Schwartz                                      | Rupert Farley               |
| Füchsin                            | Ursula Wolff                                          | Stacy Jefferson             |
| Dachs                              | Franz-Josef Steffens                                  | Ron Moody                   |
| Maulwurf                           | Ulli Philipp                                          | Jeremy Barrett              |
| Eule                               | Tilly Lauenstein                                      | Sally Grace                 |
| Wiesel                             | Marion Martienzen                                     | Sally Grace                 |
| Pfeifer, der Fischreiher           | Donald Arthur                                         | Jeremy Barrett              |
| Kröte                              | Manfred Lehmann                                       | Ron Moody                   |
| Kreuzotter                         | Karin Kernke                                          | Stacy Jefferson             |
| Turmfalke                          | Andrea Wildner                                        |                             |
| Herr Hase                          | Horst Sachtleben                                      | Rupert Farley               |
| Herr Wühlmaus                      | Walter von Hauff                                      | Ron Moody                   |
| Herr Feldmaus                      | Walter von Hauff                                      | Ron Moody                   |
| Herr Spitzmaus                     | Walter von Hauff                                      | Jeremy Barrett              |
| Herr Igel                          | Martin Semmelrogge                                    | Ron Moody                   |
| Herr Kaninchen                     | Michael Habeck                                        | Jeremy Barrett              |
| Kaninchenbaby                      | Sabine Bohlmann                                       |                             |
| Herr Fasan                         | Thomas Reiner                                         | Rupert Farley               |
| Frau Fasan                         | Andrea Wildner                                        |                             |
| Herr Eichhörnchen                  | Walter von Hauff                                      |                             |
| Frau Eichhörnchen                  | Monika John                                           | Pamela Keevilkral           |
| Herr Wassermolch                   | Oliver Stritzel                                       |                             |
| Frau Wassermolch                   | Karin Kernke                                          |                             |
| Baby Wassermolch                   | Sabine Bohlmann                                       |                             |
| Narbengesicht, der Blaufuchs       | Benno Hoffmann                                        | Jon Glover                  |
| Lady Blue, seine Gefährtin         | Elisabeth Endriss                                     |                             |
| Streuner, der Blaufuchs            | Oliver Stritzel                                       | Jon Glover                  |
| Grenzer, der Blaufuchs             | Oliver Stritzel                                       |                             |
| Bulli, der Rattenchef              | Otto Sander                                           | Ron Moody                   |
| Bratz, die Ratte                   | Tommi Piper                                           |                             |
| Weißhirsch                         | Christian Wolff (Folge 13) Roland Hemmo (Folge 14–27) | Ron Moody                   |
| Keck, der Rotfuchs                 | Udo Wachtveitl                                        | Rupert Farley               |
| Anmut, die Rotfüchsin              | Anja Jaenicke Katrin Fröhlich (Staffel 3)             | Stacy Jefferson             |
| Freundlich, der Rotfuchs           | Axel Malzacher                                        | Rupert Farley               |
| Träumerin, die Rotfüchsin          | Simone Weyrich Simone Brahmann (Folge 19)             |                             |
| Placker, der Rotfuchs              | Pierre Peters Arnolds                                 | Rupert Farley               |
| Flinki, das Fischreiherweibchen    | Kathrin Ackermann                                     | Pamela Keevilkral           |
| Windspiel, die Rotfüchsin          | Karin Kernke                                          | Pamela Keevilkral           |
| Wusel, das Wieselmännchen          | Pierre Franckh Kai Taschner                           |                             |
| Schlängler, das Kreuzottermännchen | Franz Rudnick                                         |                             |
| Flitzi, die Häsin                  | Madeleine Stolze                                      | Pamela Kevilkral            |
| Moosi, der Maulwurf                | Ulli Philipp                                          | Jeremy Barrett              |
| Rek, der Weißhirsch                | Jan Gebauer                                           | Rupert Farley               |
| Lustig, der Weißhirsch             | Peter Fricke                                          |                             |
| Spicker, die Ratte                 | Martin Semmelrogge                                    | Ron Moody                   |
| Caro, das Wiesel                   | Alexander Brem                                        |                             |
| Cora, das Wiesel                   | Sabine Bohlmann                                       | Pamela Keevilkral           |
| Kater des Aufsehers                | Arne Elsholtz                                         | Jon Glover                  |
| Rollo, der Bernhardiner            | Michael Gahr                                          | Ron Moody                   |
| General Donk, der Esel             | Wichart von Roëll                                     |                             |
| Wildschweineber                    | Stephan Orlac                                         |                             |
| Krähe                              | Tommi Piper                                           | Jeremy Barrett              |
| Schatten, die Dächsin              | Angelika Bender                                       |                             |
| Höfele, der Dachs                  | Helmut Ruge                                           |                             |
| Bruno, die Bulldogge               | Benno Hoffmann                                        |                             |
| Große Stadtratte                   | Helmut Krauss                                         |                             |
| Chefwildkatze                      | Ingeborg Lapsien                                      |                             |
| Fledermaus                         | Kathrin Ackermann                                     |                             |
| Tom, der Kater                     | Arne Elsholtz                                         |                             |
| Alte Krähe                         | Tommi Piper                                           |                             |
| Krähen aus dem Krähenwäldchen      | Tommi Piper                                           |                             |
| Neuntöter                          | Benno Hoffmann                                        |                             |
| Ferkelchen                         | Andrea L’Arronge                                      |                             |
| Drossel                            | Simone Brahmann (Folge 8)                             |                             |
| Frau Kröte                         | Manuela Renard (Staffel 2)                            |                             |
| Grünspecht                         | Julia Haacke (Folge 36–38)                            |                             |
| Katze                              | Christina Hoeltel (Folge 32)                          |                             |
| Rabe                               | Gudo Hoegel (Folge 36)                                |                             |
| Rotkehlchen                        | Alexandra Ludwig (Folge 36)                           |                             |
| LKW-Fahrer                         | Thomas Albus (Folge 2)                                |                             |
| Bauer                              | Gernot Duda (Folge 4 & 5)                             |                             |

## Episoden
Deutsche Erstausstrahlung: 3. Januar 1993 Das Erste

### Staffel 1
| Nr. (Ges) | Nr. (St) | Deutscher Titel                  | Englischer Titel         |
| --------- | -------- | -------------------------------- | ------------------------ |
| 1         | 1        | Als die Tiere den Wald verließen | The Wood in Danger       |
| 2         | 2        | Die Flucht beginnt               | The Journey begins       |
| 3         | 3        | Durch Feuer und Wasser           | Through fire and water   |
| 4         | 4        | Gefangen!                        | False Haven              |
| 5         | 5        | In der Schlinge                  | Snare for the unwary     |
| 6         | 6        | Der Fuchs ist weg                | Who shall wear the crown |
| 7         | 7        | Neue Freunde, alte Feinde        | New friends, old enemies |
| 8         | 8        | Eine gefährliche Jagd            | Friends in need          |
| 9         | 9        | Ein Retter in Not                | Whistler's Quarry        |
| 10        | 10       | Die Autobahn                     | Between two evils        |
| 11        | 11       | Die tödliche Stille              | A deathly calm           |
| 12        | 12       | Die ungebetenen Hochzeitsgäste   | Pandemonium              |
| 13        | 13       | Endlich im Weißhirschpark        | So near and yet so far   |

### Staffel 2
| Nr. (Ges) | Nr. (St) | Deutscher Titel               | Englischer Titel            |
| --------- | -------- | ----------------------------- | --------------------------- |
| 14        | 1        | Ein neues Zuhause             | A Heroes Welcome            |
| 15        | 2        | Dachs ist verschwunden        | Winter                      |
| 16        | 3        | Harter Winter                 | Survival                    |
| 17        | 4        | Neue Gefahren                 | New enemies                 |
| 18        | 5        | Endlich Frühling              | A joke backfires            |
| 19        | 6        | Liebe ist stärker als Heimweh | Home is where the heart is  |
| 20        | 7        | Die Fehde der Füchse          | The feud begins             |
| 21        | 8        | Getrennte Wege                | Like Father, like Son       |
| 22        | 9        | Davongekommen                 | Narrow escapes              |
| 23        | 10       | Ein schwerer Abschied         | Shadows                     |
| 24        | 11       | Rückkehr aus der Stadt        | A time of reckoning         |
| 25        | 12       | Der Zweikampf                 | Blood is thicker than water |
| 26        | 13       | Eine bessere Zukunft          | Reconciliation              |

### Staffel 3
| Nr. (Ges) | Nr. (St) | Deutscher Titel           | Englischer Titel            |
| --------- | -------- | ------------------------- | --------------------------- |
| 27        | 1        | Ein neuer Anfang          | Comings and goings          |
| 28        | 2        | Bulli-Bulli-Bulli         | Out and about               |
| 29        | 3        | Gift im Wasser            | Water water                 |
| 30        | 4        | Vermißt                   | The Missing fox's friend    |
| 31        | 5        | Eine Ratte unter Freunden | Tiffs and tempers           |
| 32        | 6        | Gefährliche Flüge         | Adventure for the birds     |
| 33        | 7        | Der langschwänzige Spion  | The long-tailed visitor     |
| 34        | 8        | Schlangen schlagen zu     | Scared Silly by Snakes      |
| 35        | 9        | Das große Grunzen         | A Bigger Oink               |
| 36        | 10       | Das Maulwurfspiel         | The Mole Game               |
| 37        | 11       | Stürmische Zeiten         | The Worst Kind of Hurricane |
| 38        | 12       | Heimwärts                 | Homeward Bound              |
| 39        | 13       | Im Geist des Thalerwaldes | Bully-Bully-Bully!          |

## Veröffentlichung
Die deutsche Erstausstrahlung erfolgte am 3. Januar 1993 im Ersten Deutschen Fernsehen. Die Serie lief in über 20 Ländern und wurde auch in Deutschland bis heute mehrfach wiederholt. Die ersten Folgen wurden auf Video veröffentlicht. In Frankreich wurde eine DVD der ersten Staffel im Februar 2009 veröffentlicht. In Deutschland wurde die DVD zur ersten Staffel erstmals Ende September 2009, die zur zweiten Staffel am 27. Mai 2011 und die zur dritten Staffel am 24. Februar 2012 von Polyband veröffentlicht. Des Weiteren erschienen 2016 und 2024 Remastered-Editions der Serie auf DVD von Pidax. Im September 2021 wurde die Serie wieder im Bayerischen Fernsehen gezeigt und im folgenden Jahr auch im Ersten Deutschen Fernsehen und in der ARD-Mediathek. Die Serie ist im SD-Format bei ARD Plus verfügbar. Auf Englisch ist die Serie im HD-Format bei Amazon UK digital verfügbar.

## Musik
Zur deutschen Fassung der Serie entstand das Lied Gib niemals auf, das bei der Erstausstrahlung als Videoclip vor den Folgen gezeigt wurde und in der ersten Staffel bei der Fernsehausstrahlung im Abspann zu hören ist.
Das Lied wurde von Giorgio Moroder produziert und von einem Duo namens Corinna & Dirk (Dirk Weidner) gesungen. Es wurde 1993 auch als Maxi-CD und Vinyl-Single veröffentlicht. Von dem Videoclip gibt es zwei Fassungen, in einer kann man die beiden Interpreten sehen. Beide Fassungen enthalten Ausschnitte aus der Serie.
Die anderen Staffeln und die DVD-Veröffentlichung verwenden eine klassisch instrumentierte Orchestermelodie für den Beginn und den Abspann.
Vor der 2. Staffel gab es im deutschen Fernsehen auch einen zusätzlichen Vorspann, der Zeichentrickelemente aus der Serie kombinierte mit Szenen von drei Kindern in einem Wald, die das Lied "Tiere vom Thalerwald" singen.

## Heftreihen
Ab 1993 erschien im Bastei-Verlag die Comicserie Als die Tiere den Wald verließen. Die Handlung hatte nur sehr lose Bezüge zur Fernsehserie; zwar spielten auch hier die Flucht der Tiere aus dem Thalerwald und ihre Reise zum „Hirschpark“ (wie er hier hieß) sowie der anschließende Kampf gegen die Blaufüchse eine Rolle, jedoch unterschieden sich die konkreten Abenteuer während und nach der Reise in Serie und Heften zumeist erheblich. So ist die Eule in der Heftreihe männlich, der Maulwurf und der Dachs sterben nicht und die kleinen Tiere haben abgeänderte Charaktereigenschaften.
Von 1994 bis 1996 erschienen 130 Hefte von Die Tiere aus dem Talerwald, ein Magazin für Kinder rund um die Themen Natur und Umwelt. Die Geschichten der Fernsehserie wurden in den Heften nacherzählt und ihre Figuren bildeten die verbindenden Elemente für die übrigen Rubriken.